# Supply (Carolina del Norte)
Supply es una pequeña  área no incorporada ubicada del condado de Brunswick en el estado estadounidense de Carolina del Norte.

## Historia
Supply se encuentra a medio camino entre la ciudad de Bolivia, la sede de condado del Condado de Brunswick, y la ciudad de Shallotte, y está justo al sur de Green Swamp.  Es también el hogar del Brunswick Medical Center. El conductor Chad McCumbee del ARCA y NASCAR, es un notable  residente.